# 24728 Scagell
24728 Scagell (1991 VO2) là một tiểu hành tinh vành đai chính được phát hiện ngày 11 tháng 11 năm 1991 bởi B. G. W. Manning ở Stakenbridge.